# All I Want (The Offspring)
All I Want è un singolo della band punk Offspring pubblicato nel 1997, le cui prime due tracce sono state poi inserite nell'album Ixnay on the Hombre. Il singolo raggiunse la trentunesima posizione nelle classifiche inglesi e la tredicesima nella classifica Alternative Airplay.

## Descrizione
All I Want venne inizialmente preparata (con il titolo Protocol) dal cantante Dexter Holland per il gruppo Bad Religion, ma fu poi riarrangiata e ne venne riscritto il testo diventando a tutti gli effetti una canzone degli Offspring.

Narra di un ragazzo che non ottiene rispetto per quello che fa: 
(All I Want)
Secondo gli Offspring lui deve ribellarsi di fronte a questa situazione e chiedere di essere lasciato solo, senza subire un controllo dall'esterno per le azioni che fa.
(All I Want)

## Tracce
1^ Versione
1. All I Want - 1:55
2. Way Down the Line - 2:37
3. Smash It Up - 3:25

2^ Versione
1. All I Want - 1:54
2. Way Down the Line - 2:37

## Video
La band ha fatto un video per questo singolo, diretto da David Yow.
È formato da una parte in cui s'intravede la band colorata artificialmente con il computer con dei colori psichedelici suonare la canzone e da un'altra parte in cui si vede un ragazzo che corre mentre si toglie i vestiti, causando caos e violenza in città. Alla fine arriva in un campo agricolo dove, rimasto in mutande ed a piedi nudi, scivola in una chiazza di fango e dove rimane fermo a faccia in giù a riposarsi.

## Formazione
- Dexter Holland - voce
- Noodles - chitarra e voce d'accompagnamento
- Greg K - basso e voce d'accompagnamento
- Ron Welty - batteria

## Classifiche
| Classifica (1997)             | Posizione massima |
| ----------------------------- | ----------------- |
| Australia                     | 15                |
| Austria                       | 25                |
| Finlandia                     | 6                 |
| Norvegia                      | 6                 |
| Nuova Zelanda                 | 27                |
| Paesi Bassi                   | 51                |
| Regno Unito                   | 31                |
| Regno Unito (rock & metal)    | 2                 |
| Stati Uniti (alternative)     | 13                |
| Stati Uniti (mainstream rock) | 18                |
| Stati Uniti (radio)           | 65                |
| Svezia                        | 36                |

## All I Wantnella cultura di massa
- È presente sia nel videogioco Crazy Taxi[16] sia in Jugular Street Luge Racing.[17]
- È presente come canzone downloadabile nel videogioco Rock Band 2.[18]